# Helmut Looss
Helmut Wilhelm Arno Alfred Looss (även Helmut Looß), född 31 maj 1910 i Eisenach, död 25 november 1988 i Lilienthal, var en tysk SS-Obersturmbannführer. Han ledde bland annat Sonderkommando 7a, ett mobilt specialkommando som under andra världskriget opererade i tyskockuperade Litauen, Vitryssland och Ryssland.

## Operation Barbarossa
Den 22 juni 1941 anföll Tyskland sin tidigare bundsförvant Sovjetunionen och inledde Operation Barbarossa. Enligt Adolf Hitler innebar kriget mot Sovjetunionen ett ideologiskt förintelsekrig och den ”judisk-bolsjevikiska intelligentian” måste elimineras. Efter de framryckande tyska arméerna följde Einsatzgruppen, mobila insatsgrupper. Chefen för Reichssicherheitshauptamt, Reinhard Heydrich, gav insatsgrupperna i uppdrag att mörda judar, romer, partisaner, politiska kommissarier (så kallade politruker) och andra personer som ansågs hota Tredje rikets säkerhet. Beträffande insatsgruppernas massmord på judar mördades initialt endast män, men i augusti 1941 gav Reichsführer-SS Heinrich Himmler order om att massmordet även skulle inbegripa kvinnor och barn. Den 12 juni 1943 efterträdde Looss Albert Rapp som befälhavare för Sonderkommando 7a (även betecknat Einsatzkommando 7a) inom Einsatzgruppe B. Looss efterträddes i sin tur av Gerhard Bast den 10 juni 1944.